# 麥斯·羅區
麥斯威爾·勒繆爾·「麥斯」·羅區（英語：Maxwell Lemuel "Max" Roach，1924年1月10日—2007年8月16日）是美國爵士樂鼓手以及作曲家。
羅區為比波普的開拓者之一，並吸收融合眾多不同音樂，並被公認為史上最重要的鼓手之一。他曾與許多偉大的樂手合作，如迪齊·吉萊斯皮、邁爾士·戴維斯、桑尼·羅林斯、查利·帕克、克里夫·布朗、查爾斯·明格斯等人。
羅區本身也有創立樂團，並且在美國黑人民權運動期間，以音樂創作了許多表達其立場與主張的作品。